# (35643) 1998 KN55
1998 KN55 (asteroide 35643) é um asteroide da cintura principal. Possui uma excentricidade de 0.13466700 e uma inclinação de 9.05079º.
Este asteroide foi descoberto no dia 23 de maio de 1998 por LINEAR em Socorro.